# Ernst Susemihl
Ernst Susemihl (* 20. November 1807 in Kirchdorf auf der Insel Poel; † 3. Februar 1863 in Pankow) war ein deutscher Übersetzer und Junghegelianer.

## Leben
Ernst Susemihl war das fünfte Kind des Pastors Dietrich Christian Susemihl (1797–1842) und der Anna Sophia Catharina Zastrow (1767–1836). 1827 studierte er an der Universität Rostock und promovierte zum Dr. phil. Er trat mit Arnold Ruge in Briefwechsel und verfasste Artikel und Rezensionen für die Hallischen Jahrbücher. Nach deren Verbot war er nur noch als Übersetzer englischer und französischer Literatur bekannt. Er übersetzte Werke von William Shakespeare (1839), Nathaniel Parker Willis (1840), Walter Scott (1841), Edward Bulwer-Lytton (1845), Alexandre Dumas père (1848), George Payne Rainsford James (1851), John Pendleton Kennedy (1852), Benjamin Disraeli (1853), William Harrison Ainsworth (1854), Susan Bogert Warner (1854), John Pendleton Kennedy (1855), James Grant (1856), Emma Dorothy Eliza Nevitte Southworth (1857), Charles Augustus Murray (1858) und Elisabeth Wetherell (1859).
Seine erfolgreichste Übersetzung war Oliver Goldsmiths The Vicar of Wakefield, die zu seinen Lebzeiten in sechs Verlagen publiziert wurde.
Er lebte in Reudnitz und Pankow, wo er am 3. Februar 1863 verstarb.

## Werke (Auswahl)

### Artikel
- K. W. E. Mager: Versuch einer Geschichte und Characteristik der französischen National-Litteratur. Nebst zahlreichen Schriftproben. Zweiter. Vierter Bd.,Berlin, 1837, Bei K. Heymann. In: Hallische Jahrbücher für deutsche Wissenschaft und Kunst. Nr. 111 vom 9. Mai 1838, Spalte 886–888.
- Claude Charles Fauriel: Histoire de la croisade contre les hérétiques albigeois. Écrite en vers provençaux par un poëte contemporain. Nationale, Paris 1837. In: Hallische Jahrbücher für deutsche Wissenschaft und Kunst. Nr. 112 vom 10. Mai 1838, Spalte 891–893. Google books

### Übersetzungen
- William Shakspeare’s sämmtliche dramatische Werke, Ausgabe in 12 Bänden. Übersetzt von A. Böttger, Heinrich Döring, Alexander Fischer, Ludwig Hilsenberg, W. Campadius, Theodor Mügge, Th. Oelckers, Ernst Ortlepp, L. Petz, Karl Simrock, Ernst Susemihl, E. Thein. Georg Wigand, Leipzig 1839. (Neue Kabinets-Ausgabe. Klemann, Berlin 1848)
  - 3. Band König Johann. Google books
  - 6. Band König Heinrich der Achte. Google books
    - William Shakespeare: König Heinrich der Achte. Historisches Schauspiel in fünf Akten. Übersetzt von Ernst Susemihl. Philipp Reclam jun., Leipzig 1867. (=Reclams Universal-Bibliothek 94)

  - 7. Band Verlorne Liebesmüh. Google books
- George Sand: Spiridion. Ein Roman. Aus dem Französischen übersetzt von Ernst Susemihl. 2 Bände., Christian Ernst Kollmann, Leipzig 1839.
- George Sand: Pauline und die Mississipples. Aus dem Französischen übersetzt von Dr. Ernst Susemihl. Christian Ernst Kollmann, Leipzig 1840.
- James Sheridan Knowles Lustspiele (Liebesjagd, und der Bettler) übersetzt von Dr. E. Susemihl. Hinrichsche Buchhandlung, Leipzig 1840.
- W. Harrison Ainsworth: Guy Fawkes. Ein historischer Roman. Aus dem Englischen übersetzt von Ernst Susemihl. 2 Bände. Kollmann Leipzig 1841–1842.
- Currer Bell: Johanna Eyre. Aus dem Englischen übersetzt von Ernst Susemihl. 3 Bände. Duncker und Humblot, Berlin 1848.
- George Moore: Die Macht der Seele über den Körper in Beziehung auf Gesundheit und Sittlichkeit dargestellt nach der 4. Aufl. des Originals aus dem Englischen übersetzt von Dr. Ernst Susemihl. Leipzig 1850. MDZ Reader
- Anna Caldwell-Marsh: Lätitia Arnold. Ein Roman von dem Verfasser von „Emilie Wyndham“, „Norman’s Bridge“ u. s. w. Aus dem Englischen übersetzt von Dr. Ernst Susemihl. Christian Ernst Kollmann, Leipzig 1851. MDZ Reader Band 1; Zweiter Band MDZ Reader
- Oliver Goldsmith: Der Landprediger von Wakefield. Eine Erzählung. Uebersetzt von Ernst Susemihl. Mit zahlr. Holzschnitt-Illustrationen von Ludwig Richter. Georg Wigand, Leipzig 1841.
  - Oliver Goldsmith: Der Landprediger von Wakefield. Eine Erzählung. Uebersetzt von Ernst Susemihl. Mit Illustrationen von Ludwig Richter. Stereotyp-Ausgabe. A. Hofmann & Comp., Berlin 1853. Google books
  - Oliver Goldsmith: The Vicar of Wakefield. Der Landprediger von Wakefield. Eine Erzählung. Uebersetzt von Ernst Susemihl. Mit Illustrationen von Ludwig Richter. Klemann, Berlin 1857.
  - Der Landprediger von Wakefield von Oliver Goldsmith. Übersetzt von Ernst Susemihl. Illustrationen von Ludwig Richter. Mit Portrait des Verfassers. Säcular-Pracht-Ausgabe. Mit einer biographisch-kritischen und literatur-historischen Einleitung. von Otto Roquette. Fr. Kortkampf, Berlin 1866.
  - Oliver Goldsmith: Der Landprediger von Wakefield. Eine Erzählung. Uebersetzt von Ernst Susemihl. Mit Illustrationen von Ludwig Richter. Stereotyp-Ausgabe.A. Hofmann & Comp., Berlin 1879. HathiTrust
  - Oliver Goldsmith: Der Landprediger von Wakefield. Uebersetzt von Ernst Susemihl. Illustrationen von Ludwig Richter und J. G. Füllhaas. Mit einer biographisch-kritischen und literatur-historischen Einleitung von Otto Roquette. 4. Aufl. Amelang, Leipzig 1890.
- Die einsame Taube. Eine Erzählung aus der Revolutionszeit. Von einer Dame. In's Deutsche übertragen von Dr. E. Susemihl. Dritter Band. Christian Ernst Kollmann, Leipzig 1853. MDZ Reader
- Benjamin Disraeli: Lord Georg Bentinck. Eine politische Biographie. Ernst Balde, Kassel 1853.
- Charles Lever: Moritz Tiernay oder Soldatenglück. Deutsch von Dr. Ernst Susemihl. Christian Ernst Kollmann, Leipzig 1855. MDZ Reader
- John Pendleton Kennedy: Der Krüppel. Ein Roman aus den Tagen Karls II. Deutsch von Ernst Susemihl. 4 Bände. Chr. E. Kollmann, Leipzig 1855.
- Charlotte Mary Yonge: Miss Yonge’s Schriften. 6 Bände. Christian Ernst Kollmann, Leipzig 1863.
- Die Speckseite, oder die Sitte von Dunmow. Eine häusliche Erzhlung von William Harrison Ainsworth. Aus dem Englischen übersetzt von Ernst Susemihl. Kollmann, Leipzig 1874.
- Walter Scott: Ivanhoe. Ein Roman. Neu übersetzt von Ernst Susemihl. Zieger, Leipzig 1880.

Weitere Übersetzungen in Wikisource.

### Briefe
- 3. April 1838 Emil Susemihl an Arnold Ruge
- 5. Juni 1838 Emil Susemihl an Arnold Ruge
- 18. August 1838 Emil Susemihl an Arnold Ruge
- 8. September 1838 Emil Susemihl an Arnold Ruge
- 21. November 1840 Emil Susemihl an Theodor Echtermeyer